# بيترس آرثر
بيترس آرثر (بالإنجليزية: Bea Arthur)‏ (و. 1922 – 2009 م) هي ممثلة تلفزيونية، ومغنية، وممثلة مسرحية، وممثلة أفلام، من الولايات المتحدة، ولدت في نيويورك، كانت عضوةً في الحزب الديمقراطي الأمريكي، توفيت في لوس أنجلس، عن عمر يناهز 87 عاماً، بسبب سرطان.

## التعليم
تعلمت في Blackstone College for Girls ‏، وذا نيو سكول.

## جوائز
حصلت على جوائز منها:
- دزني ليجندز (اساطير دزني) (2009).[7]

## وصلات خارجية
- بيترس آرثر على موقع IMDb (الإنجليزية)
- بيترس آرثر على موقع روتن توميتوز (الإنجليزية)
- بيترس آرثر على موقع ألو سيني (الفرنسية)
- بيترس آرثر على موقع ميوزك برينز (الإنجليزية)
- بيترس آرثر على موقع أول موفي (الإنجليزية)
- بيترس آرثر على موقع قاعدة بيانات برودواي على الإنترنت (الإنجليزية)
- بيترس آرثر على موقع قاعدة بيانات الأفلام السويدية (السويدية)
- بيترس آرثر على موقع إن إن دي بي (الإنجليزية)
- بيترس آرثر على موقع أول ميوزيك (الإنجليزية)
- بيترس آرثر على موقع ديسكوغز (الإنجليزية)
- بيترس آرثر على موقع ديسكوغز (الإنجليزية)